# دوريس بيتري
دوريس بيتري هي ممثلة كندية، ولدت في 1918، وتوفيت في 2000. من الجوائز التي نالتها جائزة دورا مافور مور ‏.

## جوائز
- جائزة دورا مافور مور [الإنجليزية]‏

## وصلات خارجية
- دوريس بيتري على موقع IMDb (الإنجليزية)